# Ptilophora jezoensis
Ptilophora jezoensis är en fjärilsart som beskrevs av Matsumura 1920. Ptilophora jezoensis ingår i släktet Ptilophora och familjen tandspinnare. Inga underarter finns listade.